# Enicospilus pollux
Enicospilus pollux là một loài tò vò trong họ Ichneumonidae.